# Frederick Pryce Evans
Frederick Pryce Evans (* 14. April 1874 in Newton, Wales; † 9. Juli 1959 in Sydney, Australien) war ein britisch-australischer Kapitän. Bekannt ist er durch seine Teilnahme an der Nimrod-Expedition (1907–1909) in die Antarktis unter der Leitung des britischen Polarforschers Ernest Shackleton.

## Leben
Evans war der Sohn eines Flanellherstellers Frederic Pryce Evans und dessen Frau Susan Maria Baddeley. Im Alter von 18 Jahren begann er eine Ausbildung bei der britischen Handelsmarine an Bord der Pentwyn Castle. 1893 ging er nach Neuseeland und diente fortan auf verschiedenen Schiffen der Union Steam Ship Company, erwarb dabei diverse Segelpatente und schließlich auch das Zertifikat als Extra Master. Hierdurch wurde ihm im Januar 1905 als Kapitän der Cumberland erstmals ein eigenes Kommando über ein Schiff übertragen.
Ab 1907 war er Kapitän des Schleppers Koonya. In dieser Funktion nahm er Shackletons Schiff Nimrod über eine Strecke von 2430 km von Neuseeland bis zum südlichen Polarkreis in Schlepptau, um Shackleton und seiner Expedition das Einsparen von Kohle als Heizmaterial für den Aufenthalt in der Antarktis zu ermöglichen. Nachdem sich Shackleton im weiteren Verlauf der Expedition mit Rupert England, dem Kapitän der Nimrod, überworfen hatte, wurde Evans zum Kapitän des Expeditionsschiffs für die Rückkehr der Expeditionsteilnehmer im Frühjahr 1909 bestimmt.
Nach dem Ende der Nimrod-Expedition kehrte Evans in den Dienst der Union Steam Ship Company zurück und war unter anderem ab 1912 im Linienverkehr zwischen Wellington und San Francisco tätig. Während des Ersten Weltkriegs war er Leutnant bei der Royal Naval Reserve, den Reservestreitkräften der Royal Navy. Nach 23 Jahren bei der Union Steam Ship Company zog er 1916 nach London und heiratete dort Mary I. Thomson. Ab 1920 arbeitete er als Rechtsanwalt und praktizierte für rund 30 Jahre im australischen Sydney. Dort starb er nach neunjährigem Ruhestand im Juli 1959 im Alter von 85 Jahren.

## Ehrungen
Für seine Verdienste als Kapitän wurde Evans zum Younger Brother der britischen Gesellschaft für Seefahrt und Meereskunde Trinity House ernannt. In der Antarktis trägt die Evans Cove, eine Seitenbucht der Terra Nova Bay an der Scott-Küste des ostantarktischen Viktorialands, seinen Namen. Als Teilnehmer der Nimrod-Expedition wurde er mit der bronzenen Ausführung der Polarmedaille ausgezeichnet.